# Le Goût des jeunes filles
Cet article concerne le film. Pour le roman, voir Le Goût des jeunes filles (roman).
Pour plus de détails, voir Fiche technique et Distribution.
 Le Goût des jeunes filles est un film québécois réalisé par John L'Ecuyer sorti en 2004. Il s'agit d’une adaptation du roman éponyme de Dany Laferrière.

## Synopsis
En 1971, en Haïti, avec en arrière-plan la peur et la pauvreté infligée au peuple par le régime dictatorial des Duvalier, Fanfan nous raconte une belle histoire. Jeune garçon de quinze ans, seul avec une mère surprotectrice, il aspire à une plus grande liberté. Se promenant en secret avec son ami Gégé, à la suite d’un incident impliquant un Tonton Macoute, Fanfan est recueilli par sa belle voisine, Miki. La peur au ventre d’être arrêté, l’envie d’enfin mieux connaître l’univers féminin de Miki et de ses belles amies et la tentation de traverser la rue pour rassurer sa mère inquiète, le tirailleront toute la longue fin de semaine de sa réclusion volontaire.

## Fiche technique
- Titre : Le Goût des jeunes filles
- Titre anglais : On the Verge of a Fever
- Réalisation : John L'Ecuyer, d'après le roman éponyme de l'illustre Dany Laferrière
- Production : Anne-Marie Gélinas et Andrew Noble
- Scénario : Dany Laferrière
- Cinématographie : Jean-Pierre St-Louis
- Montage : Aube Foglia
- Musique : Ned Bouhalassa et Luck Mervil
- Direction artistique : Pierre Allard
- Genre : Comédie dramatique
- Langue : Français
- Durée : 88 minutes
- Première mondiale : 15 septembre 2004 (Festival international du film de Toronto)
- Sortie en salles :  Québec (Canada) : 21 janvier 2005.

## Distribution
- Uly Darly : Gégé
- Koumba Ball : Miki
- Mireille Métellus : Maman
- Maka Kotto : Papa
- Lansana Kourouma : Fanfan
- Daniela Akerblom : Journaliste
- Daphnée Desravines : Choupette
- Néhémie Dumay : Marie-Erna
- Maïta Lavoie: Pasqualine
- Luck Mervil : Luck
- Dan Bigras : Photographe
- Steeve Montpierre : Macoute #1
- Dominique Malborougt : Macoute #2
- Patrick Amable : Barman #1.

## Production

### Lieux de tournage
Pour des raisons de coût d'assurances, le film a été tourné à Pointe-à-Pitre. Les maisons ressemblent donc à des habitations des Antilles françaises.